# Clan Licciardi
Il clan Licciardi  è un potente sodalizio camorristico di Napoli con a capo Maria Licciardi; il clan opera nelle zone periferiche della città, precisamente nel quartiere Secondigliano, e ha come roccaforte la Masseria Cardone.

## Storia
Nella metà degli anni ottanta Gennaro Licciardi è il capozona del clan Giuliano nel quartiere di Secondigliano. Pochi anni più tardi, nello stesso quartiere, ritenuto dagli altri clan camorristici poco importante in quanto privo di esercizi commerciali a cui chiedere il pizzo, formerà un clan del tutto indipendente riuscendo a trasformare la zona in un nodo strategico per lo stoccaggio e lo spaccio di droghe.
Il clan fa parte insieme alle famiglie Contini, Mallardo, Lo Russo, Ferone, Stabile, Prestieri, Bosti e Bocchetti del cartello camorristico denominato Alleanza di Secondigliano, da sempre in lotta con i clan del centro storico.
Dopo la morte del boss Gennaro la gestione del clan è passata interamente ai fratelli Pietro, Vincenzo e soprattutto alla sorella Maria.
Il clan che ha sfruttato la sua influenza per mediare tra i gruppi Di Lauro e Scissionisti per mettere fine alla Faida di Scampia, attualmente vive un conflitto interno a causa delle rivendicazioni di autonomia delle famiglie Sacco e Bocchetti di S. Pietro a Patierno. Dopo l'arresto di Vincenzo Licciardi a capo del clan ci sono Pietro Licciardi e Gennaro Cirelli detto Gerry.
Tra i fratelli Licciardi vi sono:
- Gennaro detto 'a scigna,
- Pietro, detto Pierino[2]
- Vincenzo, detto 'o chiatto
- Maria, detta 'a Piccerella
- Andrea, detto ‘a Varea

## Attualità
- Il 9 luglio 2008 sono stati sequestrati al clan beni del valore di 300 milioni di euro e nell'operazione sono finiti agli arresti 44 persone.[3]

- Il 21 marzo 2018 vengono effettuati 19 arresti a Roma di presunti elementi appartenenti al clan Licciardi e ai Filippone e Gallico accusati di traffico di droga.[4]

- Secondo Francesco Forgione, già presidente della Commissione antimafia del Parlamento italiano, il clan Licciardi è attivo nei Paesi Bassi nel settore della contraffazione di marchi, dall'abbigliamento agli utensili.[5]

- Nel febbraio 2019 fu arrestato Giuseppe Musella, figlio di Maria Licciardi; secondo le indagini Musella era l'attuale leader del clan. Lui è stato arrestato a Scampia per reati di associazione per delinquere, rapina e sequestro di persona.[6]

- Il 26 giugno 2019 Maria Licciardi è sfuggita agli arresti nel maxiblitz contro l’Alleanza di Secondigliano.[7]

- Il 7 agosto 2021 Maria Licciardi è stata arrestata alle partenze dell'aeroporto romano di Ciampino, mentre si accingeva a prendere un volo diretto in Spagna.[8]